# Гонсало Ніколас Мартінес
Гонсало Ніколас Мартінес (ісп. Gonzalo Nicolás Martínez, нар. 13 червня 1993, Гуаймальєн) — аргентинський футболіст, півзахисник клубу «Атланта Юнайтед» та національної збірної Аргентини.
Дворазовий переможець Рекопи Південної Америки. Дворазовий володар Кубка Лібертадорес. 

## Клубна кар'єра
Народився 13 червня 1993 року в департаменті Гуаймальєн. Вихованець футбольної школи клубу «Уракан». Дорослу футбольну кар'єру розпочав 2011 року в основній команді того ж клубу, в якій провів чотири сезони, взявши участь у 99 матчах чемпіонату. Більшість часу, проведеного у складі «Уракана», був основним гравцем команди.
Своєю грою за цю команду привернув увагу представників тренерського штабу клубу «Рівер Плейт», до складу якого приєднався 2015 року. Відіграв за команду з Буенос-Айреса наступні чотири сезони своєї ігрової кар'єри. Граючи у складі «Рівер Плейта» також здебільшого виходив на поле в основному складі команди, яка за цей час по два рази вигравала Рекопу Південної Америки і Кубок Лібертадорес.
Наприкінці 2018 року було оголошено про перехід гравця до американського «Атланта Юнайтед» з початку 2019 року.

## Виступи за збірну
2018 року дебютував в офіційних матчах у складі національної збірної Аргентини.
| Дата      | Місто         | Господарі | Результат | Гості     | Турнір           | Голи | Примітки |
| --------- | ------------- | --------- | --------- | --------- | ---------------- | ---- | -------- |
| 7-9-2018  | Лос-Анджелес  | Аргентина | 3 – 0     | Гватемала | товариський матч | 1    | 56'      |
| 12-9-2018 | Іст-Ратерфорд | Колумбія  | 0 – 0     | Аргентина | товариський матч | -    | 46'      |
| Усього    |               | Матчів    | 2         |           | Голів            | 1    |          |

## Титули і досягнення
- Володар Кубка Аргентини (3):

«Уракан»: 2013-14
«Рівер Плейт»: 2016, 2017
- Володар Суперкубка Аргентини (1):

«Рівер Плейт»: 2017
- Володар Кубка банку Суруга (1):

«Рівер Плейт»: 2015
- Переможець Рекопи Південної Америки (2):

«Рівер Плейт»: 2015, 2016
- Володар Кубка Лібертадорес (2):

«Рівер Плейт»: 2015, 2018
- Володар Відкритого кубка США (1):

«Атланта Юнайтед»: 2019
- Володар Кубка Кампеонів (1):

«Атланта Юнайтед»: 2019
- Володар Суперкубка Саудівської Аравії (1):

«Ан-Наср»: 2020
- Володар Кубка арабських чемпіонів (1):

«Ан-Наср»: 2023
Особисті
- Футболіст року в Південній Америці: 2018
- Найкращий гравець Кубка Лібертадорес: 2018
- Футболіст року в Аргентині: 2018